# Agrotis subobsoleta
Agrotis subobsoleta är en fjärilsart som beskrevs av Barend J. Lempke 1964. Agrotis subobsoleta ingår i släktet Agrotis och familjen nattflyn. Inga underarter finns listade i Catalogue of Life.